# Піхотна дивізія «Бреслау»
Піхотна дивізія «Бреслау» (нім. Infanterie-Division Breslau) — піхотна дивізія Вермахту за часів Другої світової війни. Участі в бойових діях не брала.

## Історія
Піхотна дивізія «Бреслау» сформована 3 серпня 1944 року у ході 31-ї хвилі мобілізації у 8-му військовому окрузі на навчальному центрі Нойгаммер (нім. Truppenübungsplatz Neuhammer) на території Нижньої Сілезії, як «дивізія-тінь» (нім. Schatten-Division). 28 серпня 1944 року її підрозділи пішли на посилення 357-ї піхотної дивізії Сухопутних військ.